# Henri-Jean-Victor de Rouvroy de Saint-Simon
Pour les autres membres de la famille, voir Maison de Rouvroy de Saint-Simon.
Pour les articles homonymes, voir Saint-Simon.
Henri-Jean-Victor de Rouvroy de Saint-Simon, né à Péreuil le 11 février 1782, mort à Paris le 18 mars 1865, vicomte de Saint-Simon, puis grand d'Espagne, marquis de Saint-Simon et « pair de France » (membre de la Chambre des pairs), est un général et homme politique français. À partir de 1842, il se fait appeler « duc de Saint-Simon ».
Il est à l'origine, en 1829 et 1830, de la première édition complète des Mémoires de son lointain parent, Louis de Rouvroy, duc de Saint-Simon.

## Biographie
Henri-Jean-Victor naît le 11 février 1782 au château des Doucets, à Péreuil, en Angoumois (dans l'actuel département de la Charente). Il est le fils de Louis-Charles de Rouvroy, vicomte de Saint-Simon (1744-1790), marquis de Montbléru, capitaine au régiment Royal-Picardie ; et d'Adélaïde Blanche Marie de Rouvroy de Saint-Simon Sandricourt (1759-1820).

### Consulat et Premier Empire
En 1800, âgé de dix-huit ans, Henri s'engage comme simple hussard dans un régiment de volontaires. Il combat dans l'armée du Rhin sous le général Moreau. Son régiment est licencié en 1801. Henri passe alors au 2e régiment de carabiniers, avec le grade de sous-lieutenant.
Il est officier attaché à l'état-major général, puis aide de camp du maréchal Ney. Le 14 mars 1806, il devient « membre de la Légion d'honneur »,. Le 14 octobre, il est grièvement blessé à la bataille d'Iéna. Il est fait capitaine sur le champ de bataille.
En 1808, promu chef d'escadron, il accompagne le maréchal Ney en Espagne. Il fait à ses côtés deux campagnes. En 1809, il prend du service auprès du roi Joseph. Il commande un des régiments de sa garde, puis, en Catalogne, le 29e régiment de chasseurs. Il combat souvent à l'avant-garde. Il se distingue durant cette guerre, et particulièrement au combat de Vic, où il est blessé alors qu'il charge les Espagnols.
La déchéance de l'Empereur est prononcée par le Sénat le 3 avril 1814. Napoléon abdique le 6. Un armistice est décidé par le gouvernement provisoire formé par Talleyrand. Le colonel de Saint-Simon et un officier britannique, Cooke, sont chargés d'en informer les maréchaux Soult et Suchet et le maréchal britannique Wellington, qui s'apprêtent à livrer bataille à Toulouse. Mais la bataille a lieu le 10, Soult évacue la ville le 11 et Wellington y fait son entrée le 12, vers dix heures. Les deux émissaires arrivent deux heures plus tard. Ce n'est que le lendemain, 13 avril, qu'ils réussissent à joindre Soult. C'est la fin de la campagne de France.

### Restauration
Au retour de Louis XVIII, le vicomte de Saint-Simon se rallie aux Bourbons. Il sert, dans son grade de colonel, comme sous-lieutenant des gardes du corps du roi, unité de cavalerie qui vient d'être rétablie. Il obtient la croix de chevalier de l'ordre royal et militaire de Saint-Louis le 5 juillet 1814, et le ruban d'officier de la Légion d'honneur le 24 août,.

### Cent-Jours
Pendant les Cent-Jours, il suit Louis XVIII à Gand. Il y reçoit, le 15 mai 1815 le brevet de maréchal de camp. Il accompagne en cette qualité le duc d'Aumont à la tête du détachement royaliste qui débarque en Normandie pour y faire reconnaître l'autorité de Louis XVIII.

### Sous Louis XVIII
Après la Seconde Restauration, Saint-Simon est attaché à l'inspection générale de la cavalerie. Puis il commande successivement les départements du Calvados, de la Manche et du Loiret.
Le vicomte de Saint-Simon est le neveu de Claude-Anne de Rouvroy, marquis de Saint-Simon, créé grand d'Espagne de la première classe par Charles IV en 1803,, élevé à la dignité de duc par Ferdinand VII en 1814. Claude-Anne meurt à Madrid le 6 janvier 1819, ne laissant qu'une fille non mariée. Les notices biographiques s'accordent à dire qu'il lègue à son neveu sa grandesse d'Espagne,,. Trois d'entre elles ajoutent qu'il lui lègue également son titre ducal espagnol,, (non reconnu en France). Le 5 mars, Henri-Jean-Victor est créé « pair de France » (membre de la Chambre des pairs), avec le titre de marquis (par suite de la mort de son oncle). Il est fait commandeur de la Légion d'honneur le 18 mai 1820.
Le marquis appartient à la branche de Sandricourt des Rouvroy de Saint-Simon. Il est donc un lointain cousin de Louis de Rouvroy, duc de Saint-Simon, qui appartient à la branche de Rasse. Les papiers — parmi lesquels les Mémoires — que le duc laisse à sa mort, en 1755, vont remplir cinq caisses. Confiés à un notaire le 30 juin, ces documents sont transférés et séquestrés cinq ans plus tard, par ordonnance royale, au dépôt des Affaires étrangères. Ils sont néanmoins consultés. Ils commencent à exciter la curiosité. Le ministre Choiseul en fait copier des extraits. Ces extraits sont copiés à leur tour et, de 1781 à 1818, sept éditions défigurées ou tronquées des Mémoires voient le jour. Henri-Jean-Victor cherche alors à entrer en possession des écrits de son parent : en 1819, il sollicite du roi la « grâce d'un prisonnier de la Bastille ». Louis XVIII lui accorde l'octroi des manuscrits. Mais l'administration va faire traîner les choses neuf ans.
Le marquis de Saint-Simon représente la France durant quelques mois au Portugal,. Le 11 octobre 1820, il est nommé ministre plénipotentiaire à Copenhague.

### Sous Charles X
Il réussit à garder son ambassade au Danemark, en dépit de « singularités » qu'évoque André Borel d'Hauterive : 

« Il fallut toute l'indulgence du vieux roi Frédéric VI, pour le conserver comme représentant de la France. On chercha inutilement à diverses reprises un autre poste où l'on eût pu le faire accueillir […] Héritier de l'esprit caustique des Saint-Simon, il en rappelle toutes les bizarreries de caractère. On cite encore à Copenhague, entre autres excentricités, la tasse de café qu'il jeta par la fenêtre à la fin d'un dîner diplomatique… »

 Le 29 juillet 1828, il est fait grand officier de l'ordre royal de la Légion d'honneur.
Ce n'est qu'en 1828 que le marquis réunit enfin les 11 portefeuilles contenant les 2 854 pages des Mémoires du duc de Saint-Simon. Il publie l'œuvre en 1829 et 1830 chez le libraire Auguste Sautelet, en 27 volumes, sous le titre Mémoires complets et authentiques du duc de Saint-Simon sur le siècle de Louis XIV et la Régence : publiés pour la première fois sur le manuscrit original entièrement écrit de la main de l'auteur par le M[arqu]is de Saint-Simon : « Pour la première fois, dit Gonzague Truc, à part quelques négligences et quelques omissions, on avait un texte exact des Mémoires de Saint-Simon. »

### Monarchie de Juillet
En 1830, le marquis de Saint-Simon est maintenu dans ses fonctions par le gouvernement de Juillet. Il est rappelé le 20 mars 1833. Le 6 septembre 1834, grâce à l'estime portée par Louis-Philippe à la mémoire de son oncle, il est envoyé à Pondichéry comme gouverneur général des possessions françaises dans l'Inde. Rappelé en France le 13 décembre 1841, il est promu lieutenant général cinq jours plus tard. Il siège au palais du Luxembourg, où il soutient la politique ministérielle.
En 1842, le généalogiste André Borel d'Hauterive s'étonne de ce qu'il soit appelé « duc » dans Le Moniteur universel, organe officiel du gouvernement. Il formule une hypothèse : « C'est sans doute comme grand d'Espagne qu'il s'est fait donner le titre de duc par Le Moniteur. » Toujours est-il qu'à partir de cette période, Saint-Simon est désigné comme duc dans les documents officiels.
Il inspecte en 1842 et 1843 le cinquième arrondissement de cavalerie. Il commande, de 1844 à 1848, la 17e division militaire (Corse). La révolution de 1848 lui vaut sa mise à la retraite.

### Second Empire
Après le coup d'État du 2 décembre 1851, il est nommé sénateur (16 janvier 1852). Il soutient avec zèle le gouvernement impérial. Il est élevé à la dignité de grand-croix de la Légion d'honneur le 30 décembre 1855,.
La Cour impériale de Paris lui ayant reconnu des droits de propriété sur les Mémoires de son parent, le marquis en effectue la cession à la librairie Hachette. Par un nouveau collationnement sur les manuscrits, Adolphe Chéruel établit ce qui est considéré comme l'édition princeps des Mémoires. Elle paraît chez Hachette en 1856-1858.
Le marquis de Saint-Simon meurt à Paris le 18 mars 1865.

## Famille
Henri-Jean-Victor de Rouvroy de Saint-Simon épouse le 23 juillet 1807 Anne-Marie de Lasalle (1791-1844), dont il a :
- Eugénie-Blanche (1810-1861), marquise d'Estourmel ;
- Alix (1815-1865), vicomtesse d'Hédouville[3] ;
- Marie (1817-1834) ;
- Talbot (1818-1824)[25].

Selon André Borel d'Hauterive, « un affreux accident de chasse » lui fait tuer son fils « de sa propre main ». Son épouse Anne-Marie meurt en 1844. Il se remarie le 31 octobre 1850 avec Zénaïde Sénéchal (1813-1881), veuve Duval, dont il aurait eu bien avant :
- Édouard, né en 1840 ;
- Maxime (1841-1912)[25].

## Distinctions
- Chevalier de l'ordre royal et militaire de Saint-Louis (5 juillet 1814)[5]
- Grand-croix de la Légion d'honneur (30 décembre 1855)[23],[6]
- Chevalier de l'ordre du Mérite militaire de Bavière[14]